# Abraham Colles
Ne doit pas être confondu avec Abraham Coles.
Abraham Colles (23 juillet 1773 – 16 novembre 1843) est un professeur d'anatomie, chirurgie et philosophie à la Royal College of Surgeons in Ireland. 
Il est connu pour avoir décrit la fracture de Pouteau-Colles qui porte son nom.